# Wang Chuyi

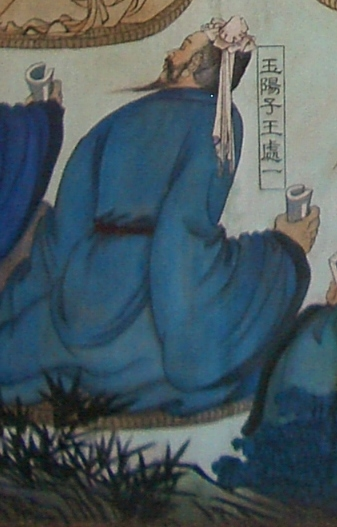
Wang Chuyi auf einem Tempelbild in Wuhan

Wang Chuyi (chinesisch 王處一 / 王处一, W.-G. Wang Ch'u-i; * 1142; † 1217), auch unter dem Namen Yu Yangzi 玉阳子 bekannt, war ein chinesischer Daoist der Quanzhen-Schule. Er war einer der berühmten Sieben Schüler des Wang Chongyang, der Sieben Wahrhaften des Nordens (běiqīzhēn 北七真) und Begründer einer der Sieben Richtungen der Quanzhen-Schule, der Richtung Yushan pai 嵛山派 („Berg Yu“).